# بنائية (فلسفة الرياضيات)
في فلسفة الرياضيات، تؤكد البنائية أنه من الضروري إيجاد (أو "بناء") مثالاً محددًا لشيء رياضي لإثبات وجود مثال. على النقيض من ذلك، في الرياضيات الكلاسيكية، يمكن للمرء أن يثبت وجود كائن رياضي دون "العثور" على هذا الشيء بشكل صريح، بافتراض عدم وجوده ثم اشتقاق تناقض من هذا الافتراض. قد يُطلق على هذا الإثبات بالتناقض اسم غير بناء، وقد يرفضه البنائي. تتضمن وجهة النظر البناءة تفسيرًا تحقيقيًا للمُحدِّد الكمي الوجودي، والذي يتعارض مع تفسيره الكلاسيكي.
هناك العديد من أشكال البنائية. وتشمل هذه البرامج الحدسية التي أسسها براور، والتناهي لهيلبرت وبيرنايز، والرياضيات العودية البناءة لشانين وماركوف، وبرنامج بيشوب للتحليل البناء. تشمل البنائية أيضًا دراسة نظريات المجموعات البناءة مثل CZF ودراسة نظرية توبوس.
غالبًا ما يتم تحديد البنائية مع الحدس، على الرغم من أن الحدس ليس سوى برنامج بنائي واحد. يؤكد الحدس أن أسس الرياضيات تكمن في حدس عالم الرياضيات الفردي، مما يجعل الرياضيات نشاطًا ذاتيًا جوهريًا. لا تستند الأشكال الأخرى للبنائية إلى وجهة نظر الحدس هذه، وهي متوافقة مع وجهة نظر موضوعية في الرياضيات.